# Song Zhaoxiang
Det här är en artikel om en person med kinesiskt personnamn; Song är familjenamnet.
Song Zhaoxiang, född 29 januari 1997, är en kinesisk taekwondoutövare.

## Karriär
Vid olympiska sommarspelen 2024 i Paris tävlade Song i +80 kg-klassen, där han blev utslagen i åttondelsfinalen mot amerikanske Jonathan Healy.